# 肉质金腰
肉质金腰（学名：Chrysosplenium carnosum）为虎耳草科金腰属下的一个种。

## 扩展阅读
- 維基物種上的相關：肉质金腰